# Копійка (торгова мережа)
Копійка — українська торгова мережа універсамів. Мережа розвивається в трьох форматах: невеликі магазини площею до 500 м², середні — площею 600—800 м² і великі супермаркети близько 1000 м². Загальна площа універсамів налічує понад 70 000 м². Залежно від площі магазинів асортимент товарів варіюється від 10 000 до 20 000 позицій. Щодня мережа обслуговує понад 100 тисяч покупців. Велика частина універсамів працюють цілодобово. Цінова політика розрахована на категорію середній клас, але в асортименті присутні позиції як першої необхідності, так і преміум класу. Для зручності покупців в багатьох магазинах працюють пункти комунальних платежів та обміну валют, аптеки, хімчистки.

## Історія
У жовтні 2001 року відбулось відкриття першого універсаму ТМ «Копійка».
З дня відкриття універсаму в 2007 році в Миколаєві, компанія вийшла на національний рівень. Кількість магазинів торгової мережі постійно зростає і до 2020 року досягла 90 магазинів — основна частина з яких представлена в Одеській області (м. Одеса, м. Чорноморськ, м. Білгород-Дністровський, м. Південне, м. Подільськ, м. Балта, м. Ізмаїл, м. Рені, м. Кілія, м. Татарбунари), невелика частина торгової мережі представлена в Миколаївській (м. Миколаїв, м. Южноукраїнськ та м. Первомайськ) та Херсонській (м. Херсон) областях.
25 червня 2025 року, в м. Одесі, за адресою Фонтанська дорога, 67-А відкрився новий магазин ТМ «Копійка», який став 109-м в мережі.

## Власні торговельні марки
- «UNICO»
- «Пані Цінна»
- «0.01»
- «MULTICO»
- «AlaMesa»
- «Южанка»
- «TOUCH OF ENERGY»